# Todi Gjini
Todi Gjini (ur. 1938, zm. 23 lipca 2020) – albański siatkarz i trener siatkarski. Grał w klubie Apolonia Fier oraz trenował męską i żeńską sekcję tegoż klubu.